# Haruo Tomiyama
Pour les articles homonymes, voir Tomiyama.
Haruo Tomiyama (富山 治夫, Tomiyama Haruo) est un photographe japonais polyvalent, actif depuis les années 1960.

## Biographie et carrière
Né au Japon, dans le quartier Kanda de Tokyo, le 25 février 1935, Haruo Tomiyama abandonne l'école supérieure du soir en 1956 afin étudier la photographie pour lui-même. 
À partir de 1960, il est employé comme photographe pour le nouveau magazine Josei Jishin. En 1963, il est chez Asahi Shinbunsha (éditeur du Asahi Shimbun) et l'année suivante commence Gendai gokan, pour le nouvel hebdomadaire de la société Asahi Journal. La série, dont le sens littéral du titre est « sens de la langue contemporaine », vaut à Tomiyama de remporter en 1966 le prix Nihon Shashin Hihyōka Kyōkai (日本写真批評家協会) des « nouveaux arrivants ». En 1966 Tomiyama devient indépendant, faisant de longs voyages à l'étranger.
Son livre Sadogashima (佐渡島), recueil de photographies de l'île de Sado, publié en 1978/79, remporte le prix de la culture de Kodansha Publishing ((講談社出版文化賞)) pour un ouvrage de photographie et le prix annuel de la Société de photographie du Japon.
En 1994, Tomiyama se fait montrer les archives des plaques photographiques par Tomio Kondō, photographe amateur résidant sur l'île de Sado. Il imprime un grand nombre d'entre elles et agit comme rédacteur en chef de la première grande collection d'œuvres de Kondō. Cela lui vaut de remporter le prix de la Société de photographie du Japon pour la seconde fois.
Les œuvres de Tomiyama font partie des collections permanentes du musée métropolitain de photographie de Tokyo et du musée d'art moderne de Tokyo.

## Expositions
- Japan Today, CIP (Manhattan), 1978[5].
- Exposition de photographies numériques pour le 50e anniversaire de la République populaire de Chine au musée d'art de Beijing, 1999[5].
- 禅修業 (Zen shūgyō?), Wako, Ginza, Tokyo, 2002[5].
- 富山治夫の佐渡島 (Tomiyama Haruo no Sadogashima?), Salon Canon, Tokyo, 2003[5].
- 現代語感 our day (Gendai gokan: our day?), JCII Photo Salon, Chiyoda-ku (Tokyo), 2008[6].
- 幻の超特急「あじあ号」 (Maboroshi no chōtokkyū Ajia-go?), Gallery Walk, Shiodome Media Tower, Shinbashi (Tokyo), 2009[7].

## Albums
- 東京の12章 (Tōkyō no 12-shō?, litt. « Douze chapitres de Tokyo »), Kyoto, Tankōshinsha, 1963, avec Yasaburō Ikeda et Kiyoshi Fujikawa.
- 現代語感 (Gendai gokan?), Eizō no Gendai 6, Tokyo, Chūōkōronsha, 1971.
- 佐渡島 (Sadogashima?), Tokyo, Asahi Shinbunsha, 1979 (photographies en noir et blanc de l'île Sado).
- 中国 (Chūgoku?), Tokyo, Nihon Kōtsū Kōsha, 1982, trois volumes.
- 十二代目市川団十郎 襲名全記録 (Jūnidaime Ichikawa Danjūrō: Shūmei zenkiroku?), Tokyo, Heibonsha, 1985 (photographies d'Ichikawa Danjūrō XII).
- 北欧に舞う般若 (Hokuō ni mau hannya?, litt. « Prajna dancing en Europe du nord »), Tokyo, the photographer, 1986.
- 現代語感 1961-1999 (Gendai gokan: 1961-1999?), Beijing, 1999.
- 禪修行 (Zen shūgyō?), Tokyo, Sōtōshū Shūmuchō, 2002 (photos d'entraînement zen).
- 月光の絆 若き池田大作1972年の記憶 (Gekkō no kizuna: Wakaki Ikeda Daisaku, 1972-nen no kioku?, litt. « Les obligations de la lune: le jeune Daisaku Ikeda, souvenirs de 1972 »), Tokyo, Usio, 2002 (photos prises en 1972 du magnat bouddhiste Daisaku Ikeda, de l'éditeur Sōka Gakkai).
- 現代語感 1960-2004 our day (Gendai gokan: 1960-2004 our day?), Tokyo, Kōdansha, 2004.
- 現代語感 1960-2008 our day (Gendai gokan: 1960-2008 our day?), JCII Photo Salon Library 207, Tokyo, JCII, 2008.